# Effraie des Tanimbar
Tyto sororcula
Espèce
Statut CITES
L'Effraie des Tanimbar (Tyto sororcula) est une espèce de rapaces nocturnes de la famille des Tytonidae.
Elle est endémique du sud des Moluques.

## Liste des sous-espèces
D'après la classification de référence (version 14.1, 2024) de l'Union internationale des ornithologues, l'Effraie des Tanimbar possède 3 sous-espèces (ordre philogénique) :
- Tyto sororcula sororcula (Sclater, PL, 1883) ;
- Tyto sororcula cayelii (Hartert, EJO, 1900) ;
- Tyto sororcula almae Jønsson, Poulsen, Haryoko, Reeve & Fabre, 2013.